# Volcanes de fango del Golfo de Cádiz
Volcanes de fango del Golfo de Cádiz este o arie protejată (sit de importanță comunitară — SCI) din Spania întinsă pe o suprafață de 317.723,77 ha, integral marine.

## Localizare
Centrul sitului Volcanes de fango del Golfo de Cádiz este situat la coordonatele 36°12′31″N 7°08′35″W / 36.2085°N 7.143°V.

## Înființare
Situl Volcanes de fango del Golfo de Cádiz a fost declarat sit de importanță comunitară în iulie 2014 pentru a proteja 4 specii de animale.

## Biodiversitate
Situată în ecoregiunile marină Atlantică și mediteraneană, aria protejată conține 2 habitate naturale: Structuri submarine provocate de scurgeri de gaze, Recifuri.
La baza desemnării sitului se află mai multe specii protejate:
- mamifere (2): marsuin (Phocoena phocoena), delfin mare (Tursiops truncatus)
- pești (1): Alosa alosa
- reptile (1): Caretta caretta

Pe lângă speciile protejate, pe teritoriul sitului au mai fost identificate 11 specii de mamifere, 52 de specii de nevertebrate, 37 de specii de pești, 1 specie de reptile.